# Lamproscatella unipunctata
Lamproscatella unipunctata är en tvåvingeart som först beskrevs av Becker 1907.  Lamproscatella unipunctata ingår i släktet Lamproscatella och familjen vattenflugor. Inga underarter finns listade i Catalogue of Life.